# Benito Juárez (Buenos Aires)
Benito Juárez è una cittadina della provincia di Buenos Aires, in Argentina. La località è il capoluogo amministravo del Partido di Benito Juárez e deve il suo nome al Presidente messicano Benito Juárez.